# Laurent Brochard
Laurent Brochard (Le Mans, 26 maart 1968) is een voormalig Frans wielrenner die in 1997 wereldkampioen op de weg werd te San Sebastian.

## Loopbaan
Brochard werd prof in 1992. Hij combineerde behoorlijke klimmerscapaciteiten met een vrij aardige tijdrit en wist zich ook nog eens meer dan eens goed in een massasprint te plaatsen en was dus vooral iemand voor eendaagse koersen. Zijn eerste jaren als prof kenmerkten zich door winst in twee etappes in de Ronde van de Middellandse Zee, de Ronde van de Haut-Var in 1994 en de eindzege in de Ronde van de Limousin in 1996, toen hij ook twee etappes won. Dat jaar behaalde hij ook veel ereplaatsen bij uiteenlopende wedstrijden.
In 1997 brak Brochard definitief door. Hij won drie etappes in de Midi Libre en een zware bergrit in de Ronde van Frankrijk, waar hij ook veel werk in dienst van zijn kopman Richard Virenque verzette. In het najaar werd hij bovendien wereldkampioen in San Sebastian.
In de regenboogtrui won Brochard een nieuwe etappe in de Midi Libre, maar tijdens de Ronde van Frankrijk van 1998 werd hij samen met de rest van zijn ploeg Festina uit de wedstrijd gezet, nadat er een heel epo-netwerk binnen de ploeg aanwezig bleek te zijn. Brochard bekende, werd geschorst, maar kwam een jaar later terug met een etappezege in de Ronde van Spanje.
Van 2000 tot 2002 was Brochard kopman van de kleine Franse ploeg Jean Delatour, voor wie hij vele wedstrijden won, zoals de Ronde van Polen (2002), de Regio Tour (2002), Parijs-Camembert (2001) en Parijs-Bourges (2000). Vervolgens reed Brochard twee jaar voor Ag2r en bleef winnen, onder meer het Criterium International en Parijs-Camembert in 2003 en de Ster van Bessèges in 2004.
In 2005 tekende Brochard een tweejarig contract bij Bouygues Télécom, wat hem onder meer een derde zege in Parijs-Camembert heeft opgeleverd. Eind 2007 is hij gestopt met wielrennen.

## Belangrijkste overwinningen
1991
- 1e en 6e etappe Circuit Franco-Belge

1992
- 3e etappe Ronde van de Middellandse Zee

1993
- 1e etappe deel B Ronde van de Middellandse Zee

1994
- Ronde van de Haut-Var

1996
- 1e etappe, 2e etappe en eindklassement Ronde van de Limousin

1997
- 3e, 5e en 6e etappe GP du Midi-Libre
- 9e etappe Ronde van Frankrijk
- Wereldkampioen op de weg, Elite

1998
- 6e etappe GP du Midi-Libre

1999
- 10e etappe Ronde van Spanje

2000
- 1e etappe Parijs-Nice
- 3e etappe Critérium International
- Route Adélie de Vitré

2001
- 1e etappe Omloop van de Sarthe
- Parijs-Camembert (Trophée Lepetit)
- Grand Prix de Villers-Cotterêts
- Eindklassement Coupe de France

2002
- 4e etappe GP du Midi-Libre
- 4e etappe en eindklassement Regio Tour International
- 7e etappe en eindklassement Ronde van Polen

2003
- 2e etappe en eindklassement Critérium International
- Parijs-Camembert (Trophée Lepetit)
- 5e etappe Ronde van Castilië en León

2004
- 4e etappe en eindklassement Ster van Bessèges
- 3e etappe Omloop van de Sarthe

2005
- Parijs-Camembert (Trophée Lepetit)

2007
- 2e etappe Ronde van Luxemburg
- Bergklassement Ronde van Romandië

## Resultaten in voornaamste wedstrijden
| Jaar | Ronde van Italië | Ronde van Frankrijk | Ronde van Spanje |
| ---- | ---------------- | ------------------- | ---------------- |
| 1992 |                  |                     |                  |
| 1993 | 27e              | 44e                 |                  |
| 1994 | 55e              |                     |                  |
| 1995 |                  | 28e                 |                  |
| 1996 |                  | 18e                 |                  |
| 1997 |                  | 31e (1)             | 19e              |
| 1998 |                  | uitgesloten         | 33e              |
| 1999 |                  | 77e                 | 43e (1)          |
| 2000 |                  |                     | 32e              |
| 2001 |                  | 23e                 |                  |
| 2002 |                  | 26e                 |                  |
| 2003 |                  | 33e                 |                  |
| 2004 |                  | 29e                 |                  |
| 2005 |                  | 28e                 |                  |
| 2006 |                  | opgave              |                  |
| 2007 |                  |                     |                  |

| Jaar | Milaan-San Remo | Gent-Wevelgem | Ronde van Vlaanderen | Amstel Gold Race | Luik-Bast.‑Luik | Ronde van Lombardije | Bretagne Classic | Waalse Pijl | Omloop Het Volk |  | WK op de weg |  | Wereldranglijsten |
| ---- | --------------- | ------------- | -------------------- | ---------------- | --------------- | -------------------- | ---------------- | ----------- | --------------- |  | ------------ |  | ----------------- |
| 1992 |                 |               |                      |                  |                 |                      |                  |             | 22e             |  |              |  |                   |
| 1993 | 40e             | 53e           | 14e                  |                  | 53e             |                      |                  | 45e         | 9e              |  |              |  |                   |
| 1994 | 89e             |               |                      |                  |                 |                      | 7e               |             |                 |  | 52e          |  |                   |
| 1995 |                 |               |                      |                  | 53e             |                      | 26e              | 31e         | 29e             |  |              |  |                   |
| 1996 | 9e              | 53e           | 7e                   | 66e              | 17e             | 16e                  | ↑                | 8e          | 13e             |  | 28e          |  |                   |
| 1997 |                 |               |                      |                  |                 | 12e                  |                  |             |                 |  | ↑            |  |                   |
| 1998 |                 |               |                      |                  |                 |                      |                  | 39e         | 28e             |  |              |  |                   |
| 1999 |                 |               |                      |                  |                 |                      | 25e              |             |                 |  | 34e          |  |                   |
| 2000 |                 |               |                      |                  |                 |                      | 27e              |             | 28e             |  | 47e          |  |                   |
| 2001 |                 |               |                      |                  |                 |                      | 77e              |             |                 |  | 46e          |  |                   |
| 2002 |                 |               |                      | 25e              | 19e             |                      | 16e              | 50e         | 29e             |  | 43e          |  |                   |
| 2003 | 27e             |               |                      |                  | 52e             |                      | 41e              |             |                 |  | 24e          |  |                   |
| 2004 | 43e             |               | 13e                  | 25e              | 18e             |                      |                  | 45e         |                 |  |              |  | 20e (UWB)         |
| 2005 | 13e             |               | 71e                  | 63e              | 14e             |                      | 13e              | 19e         |                 |  | 19e          |  | 84e (UPT)         |
| 2006 |                 |               |                      |                  |                 |                      |                  |             |                 |  |              |  |                   |
| 2007 |                 |               |                      | 27e              | 79e             |                      |                  |             |                 |  |              |  |                   |